# 체지방 비율
체지방 비율(體脂肪, Body fat percentage)은 전체 체중에서 지방이 차지하는 비율이다.

## 적절한 체지방 비율
체중에 대한 체지방의 비율로, 정상적인 체지방률은 남자의 경우 10~20%, 여자의 경우 18~28%이다. 내장지방과 피하지방의 비율은 비만 정도와 운동량에 따라 개인차가 큰데, 비만해지는 경우는 흔히 내장지방이 과다해져 복부 지방율이 높아지는 데 원인이 있다. 이러한 복부비만은 고혈압, 심혈관 질환, 당뇨병 등 성인병의 원인으로 알려져 있다.
- 성인 남자 : 15~18%
- 성인 여자 : 20~25%

## 피하지방
근육과 피부 사이에 존재하는 지방으로 남성보다 여성이 많은 편이다.

## 내장지방
복강(배 부분) 내 장기에 존재하는 지방이다. 내장지방이 많으면 대사질환(당뇨병, 고혈압, 심혈관계 질환 등)에 걸릴 위험이 증가한다. 피하지방은 인체의 중심으로부터 멀리 떨어져 있어서 미세혈관에 의해 산소가 전달되는 데 비해, 내장지방은 비교적 큰 혈관과 연결되어 있어 지방의 유동성이 높기 때문이다.

## 같이 보기
- 적정 체중
- 칼로리